# Berberis vulgaris
Il crespino comune (nome scientifico Berberis vulgaris L., 1753) è una pianta appartenente alla famiglia delle Berberidaceae, diffusa in Europa continentale ed in Medio Oriente.

## Etimologia
Il nome del genere deriva dall'arabo barbaris, parola che indica il frutto della pianta.

## Descrizione
Il crespino comune è un piccolo albero o un arbusto alto da uno a tre metri, latifoglie.
Ha grosse radici scure all'esterno e gialle all'interno; l'arbusto presenta rami spinosi.
Le foglie sono semi-persistenti. Le foglie sono ellittiche, si restringono alla base in un corto picciolo e arrotondate all'apice; la superficie è larga e lucida, il margine è dentellato. Le foglie sono alterne sui rami lunghi oppure sono riunite in fascetti su dei rametti molto corti, alla base di ognuno dei quali è presente una spina composta da tre a sette aculei pungenti.
I fiori sono gialli con sei petali, sono piccoli e riuniti in mazzetti.
Il frutto è una bacca lunga 1 cm commestibile, rossa e persistente sulla pianta, che contiene da due a tre semi dal guscio corneo. La fioritura si ha ad aprile-maggio e la maturazione avviene a Luglio.

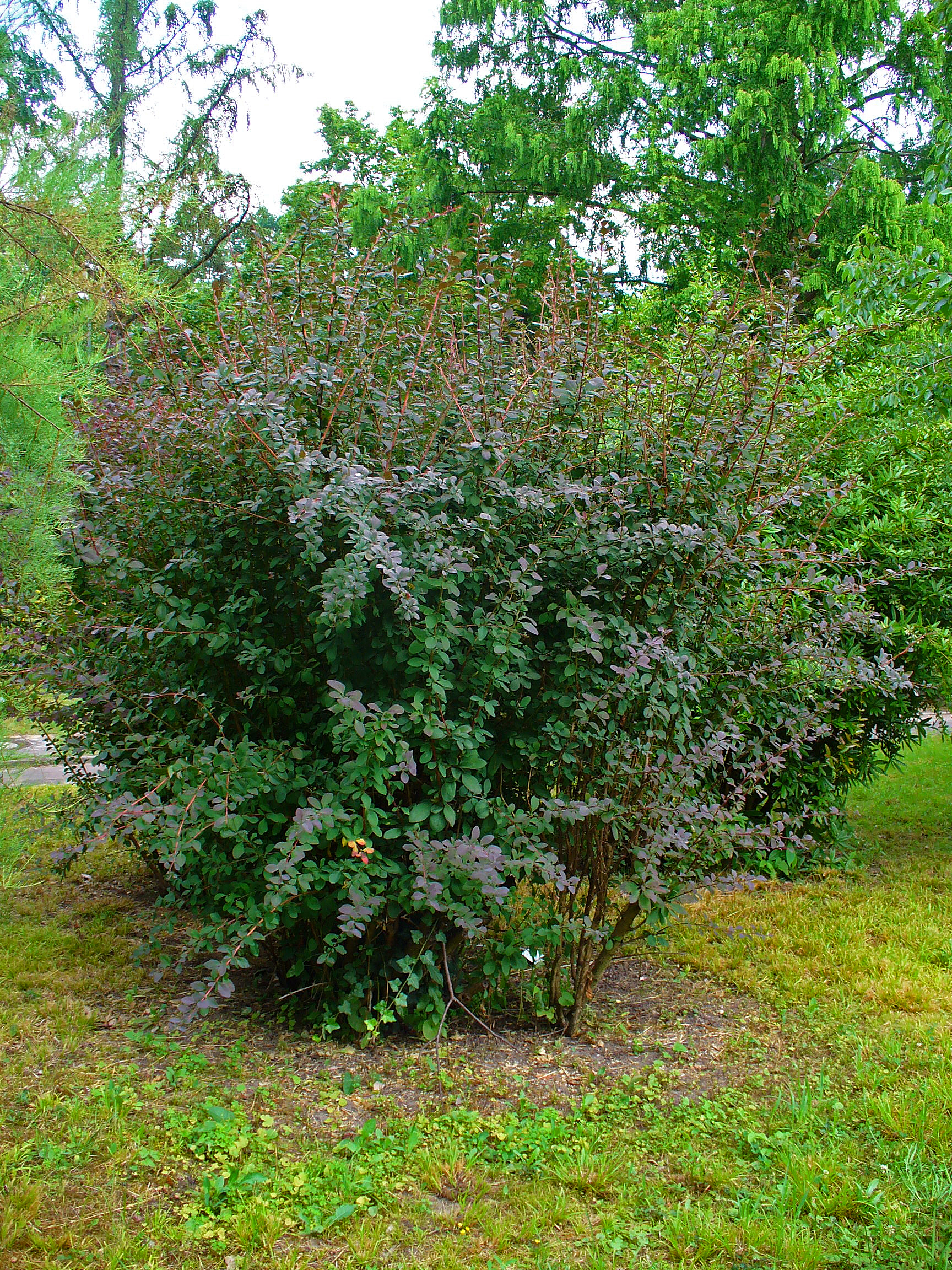
Il portamento
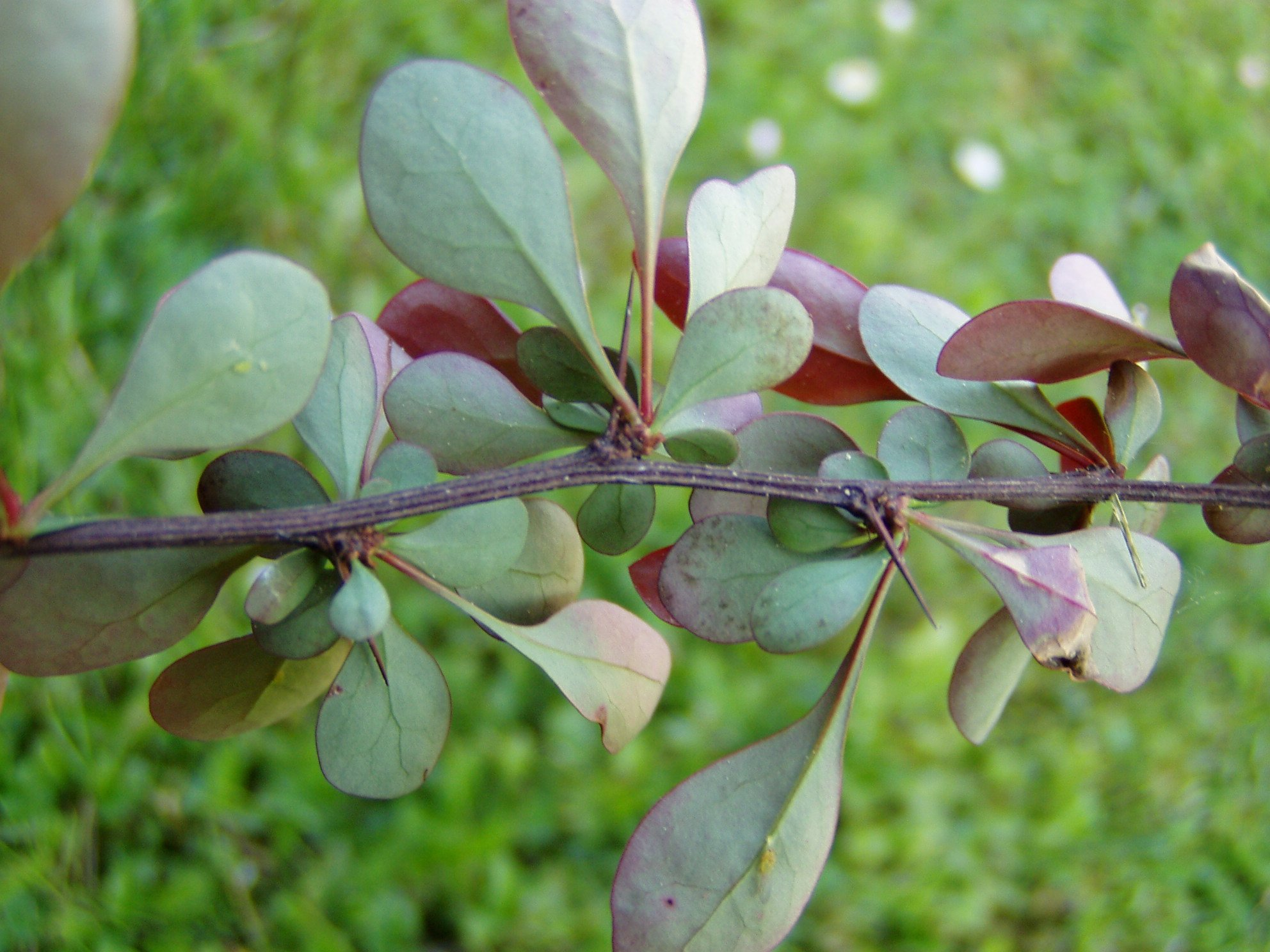
Le foglie
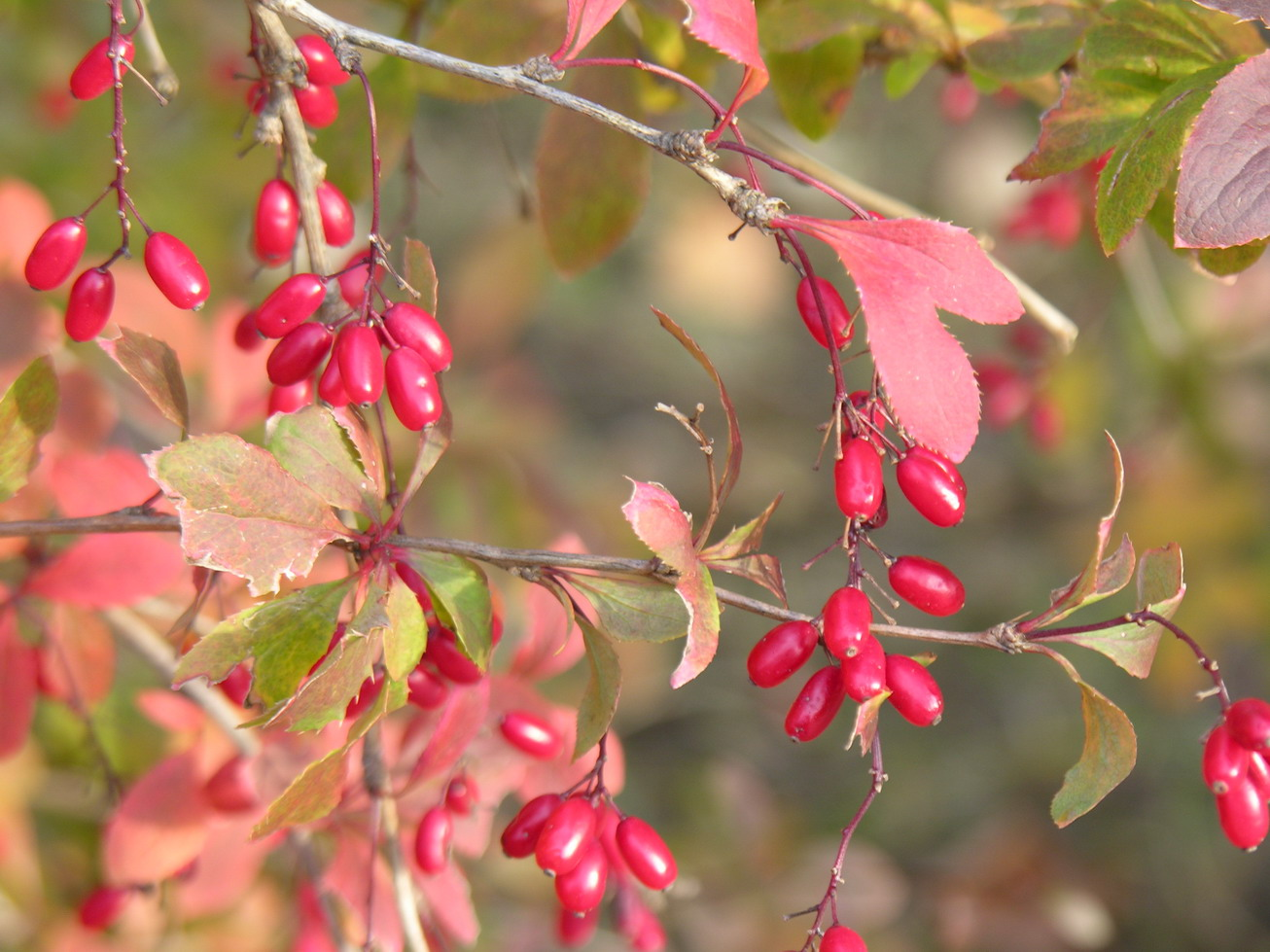
I frutti
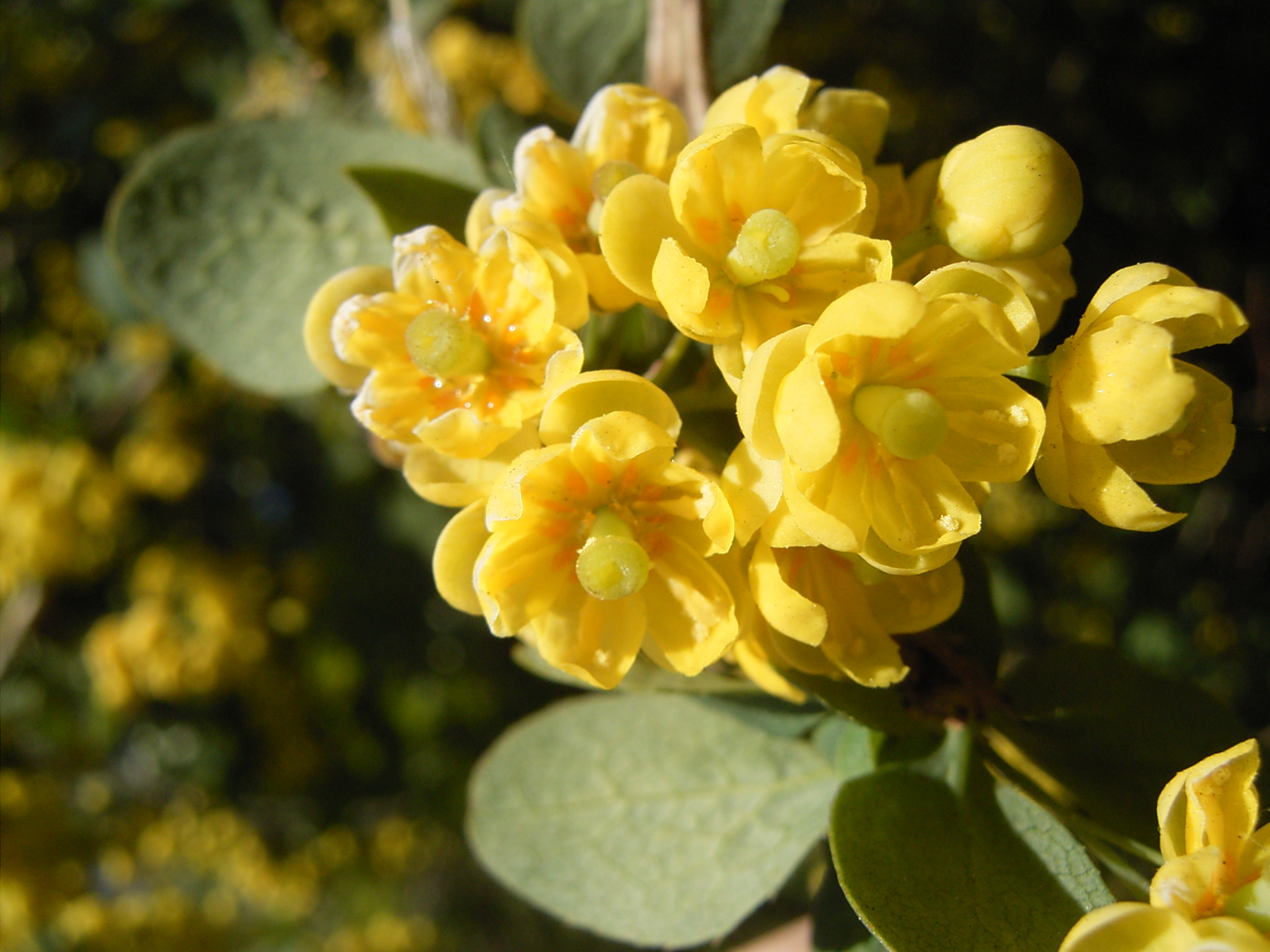
I fiori

## Distribuzione e habitat
Cresce nelle zone aride montane, ai margini dei boschi, nelle siepi, nei pascoli fra i 100 e i 2000 m. Se presente in zone limitrofe a coltivazioni soggette a ruggini, può essere un ospite secondario del patogeno, ma in Italia ciò non accade a causa dell'ambiente non adatto, al contrario ad esempio della Francia. 

## Usi
Il crespino comune con le sue spine può essere impiegato per fare una siepe difensiva e impenetrabile nei confini degli appezzamenti. La pianta è resistente e rustica, tollera abbastanza le potature, non teme il freddo e resiste a brevi periodi di siccità. inoltre è un'erba officinale ed un'erba medicinale.

### Proprietà farmaceutiche
Possiede proprietà amaricanti, toniche, astringenti, febbrifughe, depurative, diuretiche. Viene usata la corteccia delle radici come anche foglie e frutti.
Contenente berberina, ha proprietà antitumorali, neuroprotettive e ipoglicemizzanti.

### Gastronomia

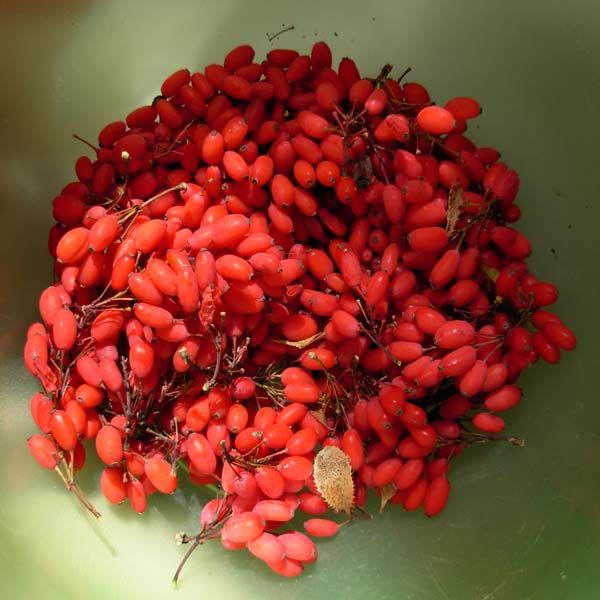
Frutti raccolti per essere usati in cucina.

A maturazione, in estate a luglio, i frutti hanno un sapore aspro-acido e non sono molto buoni.
Dopo le prime gelate, in autunno, i frutti si addolciscono e possono venire usati per preparare marmellate, confetture e sciroppi dal sapore forte e gradevole. 
In ogni caso solitamente i frutti non si consumano allo stato fresco.
Sono molto ricchi di acido malico (e a questo si deve il loro sapore acido) e di vitamina C.
Per chi si accingesse a raccogliere le bacche, è consigliata cautela per via delle terribili spine.
In altre tradizioni culinarie, come ad esempio quella russa e soprattutto l'iraniana, i frutti vengono utilizzati spesso per bevande gassate e succhi ma anche per piatti di carne.
In Iran vengono consumati solitamente secchi e in piatti della tradizione come il zereshk polo.

### Giardinaggio
Ci sono alcune varietà di crespino con foglie rosse o con bacche gialle, usate come ornamentali, alcune sono sempreverdi.